# Paraguai (singolo)
Paraguai è un singolo del rapper italiano Nayt, pubblicato l'8 luglio 2022.

## Tracce
1. Paraguai – 2:26